# Наші герої. Микола Хмільовський
Наші герої. Микола Хмільовський — український документальний фільм про Миколу Хмільовського.

## Інформація про фільм
Отець Микола Хмільовський (1880—1963) — священик, керівник підпільної Української греко-католицької церкви у 1947—1950 рр. У час його священства було налагоджено взаємодію церковного та оунівського підпілля.